# Band on the Run (album)
Pour les articles homonymes, voir Band on the Run.
Albums de Wings
Red Rose Speedway
(1973) Venus and Mars
(1975)
Band on the Run est le troisième album studio de Paul McCartney & Wings publié en 1973 et qui est considéré comme l'une de leurs meilleures réalisations. Enregistré en partie à Lagos au Nigeria, cet album reste le plus grand succès commercial de Paul McCartney après la séparation des Beatles, numéro 1 des deux côtés de l'Atlantique et meilleure vente de l'année 1974 aux États-Unis.

## Genèse
Fin juillet 1973, après la parution de la chanson-thème du huitième film de la série James Bond Live and Let Die, Paul McCartney, son épouse Linda, Denny Laine et Henry McCullough commencent à travailler sur un nouvel album et composent cinq semaines durant de nouvelles chansons dans le studio de la ferme écossaise de Campbeltown.
Souhaitant changer d'atmosphère pour pouvoir enregistrer ce nouvel album dans de bonnes conditions, McCartney demande à sa maison de disques EMI de lui fournir une liste des meilleurs studios d'enregistrement mondiaux. Ayant toujours eu envie d'enregistrer en Afrique, son choix s'arrête sur Lagos. Ce studio ne s'avérera pas être un "des meilleurs studios d'enregistrement mondiaux" mais une structure très rudimentaire.
Beaucoup de tensions naissent au sein des Wings : le guitariste Henry McCullough, acceptant de moins en moins d'être sous la coupe de McCartney, claque la porte lors des répétitions après s'être disputé avec ce dernier. Il confirme quelques jours plus tard qu'il souhaite mettre un terme à son aventure avec les Wings. À la veille du départ pour le Nigeria, c'est au tour du batteur Denny Seiwell de quitter le groupe. Les Wings se retrouvent alors réduits à un trio (Paul, Linda et Denny Laine), ce qui n'est pas pour déplaire à Paul : Laine et lui se sont toujours bien entendu. De plus il est capable, outre la basse, la guitare et les claviers, de jouer la batterie ainsi que d'autres instruments.
Cependant, arrivé à Lagos, le groupe s'aperçoit rapidement que les conditions d'enregistrement ne se révèlent pas aussi bonnes qu'escompté : le studio n'est pas à la hauteur, de nombreux dysfonctionnements techniques viennent émailler les séances d'enregistrement. Paul est victime d'un malaise, à la suite de sa consommation assez importante de tabac. Un soir où ils se promènent dans les rues de la capitale nigériane, ils se font détrousser par des truands locaux que la police nigériane ne retrouvera pas. Pour couronner le tout, Fela Kuti, musicien pionnier de l'Afrobeat, vient les accuser de « voler la musique locale » et leur enjoint de « retourner d'où ils viennent ».
Le trio revient du Nigéria et la fin de l'enregistrement des chansons se fait donc à Londres, aux studios AIR de George Martin dont Geoff Emerick fait partie depuis son départ d'Abbey Road (EMI) puis des studios Apple.

## Parution
L'album Band on the Run sort début décembre 1973 : c’est le second disque de McCartney en six mois. La pochette a donné lieu à une soigneuse mise en scène symbolisant « le groupe en fuite » du titre. Surpris par le faisceau d’un projecteur, neuf personnages en costumes de prisonniers se retrouvent acculés « dos au mur ». De gauche à droite, apparaissent : Michael Parkinson un journaliste de télévision, Kenny Lynch chanteur et acteur, Paul McCartney, James Coburn célèbre acteur américain de passage à Londres pour un tournage, Linda McCartney, Clement Freud critique gastronomique et futur homme politique, Christopher Lee un autre acteur bien connu, Denny Laine et John Conteh boxeur liverpuldien qui deviendra champion du monde en octobre 1974. Le cliché est de Clive Arrowsmith (en).
Une nouvelle réédition en CD est programmée en l'honneur du 25e anniversaire de l'album, où on peut retrouver, outre les morceaux originaux, des inédits enregistrés lors de concert, de nouvelles versions de certains titres ainsi que de nombreuses interviews de McCartney et notamment Clive Arrowsmith au sujet de la séance de la photo de la pochette.
Si Band on the Run, contrairement à Red Rose Speedway, n’adopte pas le format de l’album stricto sensu, il n’en contient pas moins un poster de polaroïds pris par Linda qui témoignent avec naturel du travail des trois musiciens. Paul joue ainsi de la batterie, de la basse, de plusieurs guitares électriques, des claviers et du synthétiseur, tandis que Denny Laine s’adjuge une partie de flûte traversière. Le disque vinyle comporte les paroles des chansons. Le disque est à nouveau signé « Paul McCartney and Wings » très discrètement, puisque la mention n’apparaît que sur la tranche de la pochette et sur une petite étiquette photographiée au verso.

## Distinctions
Band on the Run est lauréat du Prix Juno de l'album international de l'année en 1975.
La même année, lors de la 17e cérémonie des Grammy Awards, il est nommé pour le prix de l'album de l'année et remporte celui de la meilleure conception technique.
En 2012, pendant la 54e cérémonie des Grammy Awards, il est sacré meilleur album historique avec sa réédition Archive Collection.
En 2013, il reçoit le Grammy Hall of Fame Award.
Le 2 février 2024, l'album sera réédité pour son 50e anniversaire, en deux éditions physiques offrant des premiers mix inédits sans overdubs.
Ces soi-disant « Underdubbed Mixes » ne sont pas nouvellement créés en studio en 2023, mais ont plutôt été préparés par l’ingénieur du son Geoff Emerick le 14 octobre 1973, moins de deux mois avant la sortie de l’album. Il s’agit en fait de mixages bruts inédits, sans aucun des overdubs orchestraux créés à la hâte par Tony Visconti (« J’ai à peine dormi pendant deux jours », se souvient Tony dans son autobiographie de 2007 Bowie, Bolan and The Brooklyn Boy). De plus, le tracklist de ces « Underdubbed Mixes » ne suit pas le séquençage de l’album original, elle reflète les bandes analogiques originales découvertes dans les archives MPL.
Band on the Run a également été récemment mixé en Dolby Atmos par Giles Martin et Steve Orchard. Malheureusement, comme pour les précédents albums de Wings mixés en Spatial Audio, il n'y a pas d'édition physique.

## Liste des chansons
Toutes les chansons sont créditées Paul McCartney - Linda McCartney, sauf mention contraire.

### Face A
1. Band on the Run – 5:13
2. Jet – 4:08
3. Bluebird – 3:25
4. Mrs Vandebilt – 4:41
5. Let Me Roll It – 4:50

### Face B
1. Mamunia – 4:50
2. No Words (Paul McCartney, Denny Laine) – 2:38
3. Picasso's Last Words (Drink to Me) – 5:52
4. Nineteen Hundred and Eighty-Five – 5:36

### Titres bonus de la réédition de 1993
1. Helen Wheels – 3:34
2. Country Dreamer – 3:08

### Face A (US Version)
1. Band on the Run
2. Jet
3. Bluebird
4. Mrs. Vandebilt
5. Let Me Roll It
6. Mamunia'
7. No Words
8. Helen Wheels
9. Picasso’s Last Words (Drink to Me)
10. Nineteen Hundred and Eighty Five

### Face B (Underdubbed Mixes)
1. Band on the Run
2. Mamunia
3. No Words
4. Jet
5. Bluebird
6. Mrs. Vandebilt
7. Nineteen Hundred and Eighty Five
8. Picasso’s Last Words (Drink to Me)
9. Let Me Roll It

## Fiche de production

### Interprètes
Wings
- Paul McCartney : chant, chœurs, guitare acoustique, guitare électrique, basse, piano, claviers, synthétiseur, batterie, percussions
- Linda McCartney : orgue, claviers, synthétiseur, chœurs, percussions
- Denny Laine : guitares acoustique et électrique, basse, claviers, percussions, chant sur No Words et Picasso's Last Words, chœurs

Musiciens additionnels
- Howie Casey : saxophone sur Jet, Bluebird et Mrs. Vandebilt
- Ginger Baker : shakers sur Picasso's Last Words (Drink to Me)
- Remi Kabaka : percussions sur Bluebird
- Tony Visconti : orchestrations
- Ian Horn, Trevor Jones : chœurs sur No Words